# Biotus formicarius
Biotus formicarius är en skalbaggsart som beskrevs av Thomas Casey 1887. Biotus formicarius ingår i släktet Biotus och familjen kortvingar. Inga underarter finns listade i Catalogue of Life.